# Сент Китс и Невис на Светском првенству у атлетици у дворани 2014.
Сент Китс и Невис је учествовао на Светском првенству у атлетици у дворани 2014. одржаном у Сопоту од 7. до 9. марта. Репрезентацију Сент Китса и Невиса на њеном седмом учествовању на светским првенствима у дворани представљало је двоје атлетичара који су се такмичили у трци на 60 метара.,
На овом првенству Сент Китс и Невис није освојио ниједну медаљу нити је остварен неки рекорд.

## Учесници
Мушкарци:
- Џејсон Роџерс — 60 м
- Бриџеш Лоренс — 60 м

## Резултати

### Мушкарци
| Атлетичар     | Дисциплина | Лични рекорд | Квалификације | Квалификације | Полуфинале | Полуфинале | Финале                | Финале       | Детаљи |
| Атлетичар     | Дисциплина | Лични рекорд | Резултат      | Место         | Резултат   | Место      | Резултат              | Место        | Детаљи |
| ------------- | ---------- | ------------ | ------------- | ------------- | ---------- | ---------- | --------------------- | ------------ | ------ |
| Џејсон Роџерс | 60 м       | 6,52         | 6,59 КВ       | 1. у гр. 3    | 6,62       | 5. у гр. 1 | Нису се квалификовали | 14 / 43 (44) |        |
| Бриџеш Лоренс | 60 м       | 6,62         | 6,63 кв       | 4. у гр. 6    | 6,68       | 6. у гр. 3 | Нису се квалификовали | 20 / 43 (44) |        |